# Andromalius

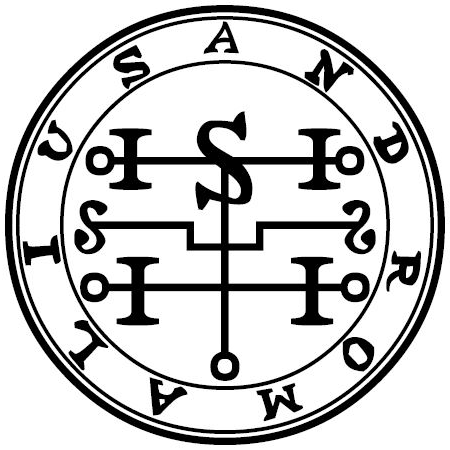
Selo de Andromalius.

Na demonologia, Andromalius É o Poderoso e Grande Fidalgo do inferno, com trinta e seis legiões de demônios a seu serviço. Ele pode trazer de volta, tanto o ladrão e os bens roubados, pune todos os ladrões e outras pessoas perversas, e descobre tesouros escondidos, todas maldades, e tratar todos os desonestos.
Andromalius é retratado como um homem segurando uma grande serpente em sua mão.

## Referencias nos textos religiosos
- Em Goetia - Tradução inglesa

- S. L. MacGregor Mathers (1904)

- O septuagésimo segundo Espírito é chamado Andromalius. Ele é um Poderoso Fidalgo, que aparece na forma de um homem, segurando uma enorme serpente na sua mão. Seu gabinete (função), é trazer de volta um ladrão e as mercadorias que foram roubadas; e descobrir todas as abominações, e em segredo, e por suas mãos, punir todos os ladrões e outras pessoas malvadas e também descobrir tesouros que foram escondidos. Ele comanda trinta e seis Legiões de Espíritos. Este é o seu Selo, como é citado, etc.